# کریس کارابا
کریستوفر اندر کارابا (به انگلیسی: Christopher Ender Carrabba) (متولد دهم آوریل ۱۹۷۵) خواننده اصلی و گیتاریست گروه موسیقی داشبورد کنفشنال است.
وی در هارتفورد غربی، کنتیکت متولد شده است. در زمانی که کارابا ۳ ساله بود پدر و مادر وی با هم متارکه کردند. در سن ۱۶ سالگی او با مادر خود، به بوکا راتون، فلوریدا نقل مکان نمود.